# Coșoaia, Teleorman
Coșoaia este un sat ce aparține orașului Videle din județul Teleorman, Muntenia, România. Se află în partea de nord-est a județului,  în Câmpia Găvanu-Burdea. La recensământul din 2002 avea o populație de 475 locuitori.